# Куплетский, Борис Михайлович
Борис Михайлович Куплетский (1894—1965) — учёный-геолог, петрограф. Доктор геолого-минералогических наук (1935).

## Биография
Родился 10 (22) января 1894 года в городе Санкт-Петербурге.
В 1921 году окончил Петроградский политехнический институт.
Ещё студентом в 1917 году работал на Кольском полуострове в районе Турьего мыса и по итогам этих исследований защитил диплом. Участник 2-й Хибинской экспедиции А. Е. Ферсмана.
Исследовал горные породы (особенно щелочные), Хибин, Саян, Украины и других регионов.
Совместно с А. Н. Лабунцовым в 1923 году открыл месторождения апатита на плато Расвумчорр в Хибинах.
Обнаружил щелочные граниты (1928), совместно с О. А. Воробьёвой нашёл титаномагнетит и перовскит в Африканде (1935).
С 1925 года работал в Геологическом музее, который стал Геологическим институтом (Институт геологических наук) АН СССР. Был учёным секретарём института и заведовал отделом аспирантуры и докторантуры (с 1945 года), редактировал издания ГИН АН СССР.
В 1930-х годах подвергался незаконным репрессиям, был реабилитирован.
В 1935 году защитил диссертацию по теме «Геолого-петрографическое строение Хибинских тундр» на учёную степень доктора геолого-минералогических наук.
Скончался 14 января 1965 года в городе Москве.

## Семья
- Жена — Бонштедт-Куплетская, Эльза Максимовна (1897—1974) — геолог.

## Награды и премии
- 1925 — Золотая медаль им. Антипова Всероссийского Минералогического общества
- 1945 — Орден Трудового Красного Знамени
- 19?? — Орден Ленина
- 1950 — премия имени Ф. Ю. Левинсон-Лессинга.

## Память
Именем учёного названы:
- минерал куплетскит[5]
- ручей на территории Лапландского заповедника.